# Brobyggerne
Brobyggerne - Center for Dialogkaffe er en dansk forening (oprettet 10. marts 2016) som – på tværs af politiske og religiøse forskelle – arbejder for, at den enkelte borger tager personligt ansvar for samtalen. Målet er ikke at alle skal blive enige, men at borgerne skal udvikle og skærpe evnen til at rumme vores uenighed og forskellighed. Dette ses som fundamentalt for et vitalt og bæredygtigt demokrati, men betragtes også som en gigantisk udfordring som kan være en smertefuld proces.
Foreningens vision er et samfund, der bygger på og fremmer de danske traditioner om forskellighed og uenighed, hvor alle kan føle sig ligeværdige og velkomne i en samtale, der er kritisk og konstruktiv.
Brobyggerne uddeler årligt Bent Melchior-prisen.
formand for foreningen er pr,. 2023 overrabiner Jair Melchior.